# Apocheiridium bulbifemorum
Espèce
Apocheiridium bulbifemorum est une espèce de pseudoscorpions de la famille des Cheiridiidae.

## Distribution
Cette espèce est endémique d'Oregon aux États-Unis. Elle se rencontre dans le comté de Douglas.

## Description
La femelle holotype mesure 1,31 mm.

## Publication originale
- Benedict, 1978 : False scorpions of the genus Apocheiridium Chamberlin from western North America (Pseudoscorpionida, Cheiridiidae). Journal of Arachnology, vol. 5, p. 231-241 (texte intégral).